# 핫도그 TV
핫도그 TV는 2017년 7월 2일에 첫 영상을 시작으로 유튜브 채널을 지속적으로 운영 중이다. 핫도그 TV는 초반, 권기동, 정재열, 이시원을 주축으로 진행되었으나, 현재는 이시원이 나가게 되면서 권기동과 정재열이 채널을 운영하고 있다. 같은 크루인 매일제히 채널의 운영자 강제희와 심장에박현서 채널의 운영자인 박현서와 함께 여러 콘텐츠들을 진행하고 있다. 핫도그 TV의 주 콘텐츠들은 핫도그 시트콤, 시골 시트콤, 수상한 다락방, 팩트체크, 극과극먹방, 맛탐정코큰남 등이 있다.

## 핫도그 TV의 멤버
- 권기준 : 권기준은 핫도그 TV의 CEO로 핫도그 미디어의 창시자이다. 권기동은 1993년 11월 12일생으로 올해 32살이다.서일방송고등학교의 방송영상학과를 졸업하였고 정재열과 고등학교 동창이다. 또한 서일대학교의 영화방송예술학을 졸업하였다.
- 정재열: 정재열은 핫도그 TV의 CCO로 콘텐츠를 기획하고 제작하며, 전체적인것들을 총괄하는 역할을 맡고 있다. 정재열은 1993년 8월 8일생으로 올해 32살이다. 그는 핫도그 TV를 권기동과 함께 창시한 멤버이다. 서일방송고등학교의 방송영상학과를 졸업하였고, 한국폴리텍대학의 전기공학을 중퇴하였다. 그는 핫도그TV의 멤버인 강제희와 연인 관계이며 약 3년전 유튜브 영상을 통해서 공개 연애를 시작하였다.
- 박현서: 박현서는 핫도그 TV의 멤버이다. 또한 핫도그 미디어 소속으로서 심장의 박현서 채널을 개인적으로 따로 운영하고 있다.  박현서는 1993년 8월 7일생으로 올해 32살이다. 광남고등학교를 졸업하였으며 , 졸업 후 대학에 진학하였지만 대학을 따로 공개하지는 않았다. 그녀의 채널인 심장의 박현서는[2] 현재 29.5만명의 구독자 수를 보유하고 있으며 채널 구독자의 애칭은 콩팥이이다. 첫 영상을 2019년 8월 31일에 업로드하였으며 지속적으로 뷰티, 다이어트 , 연애등 다양한 콘텐츠들을 업로드 하고 있다. 최근 안산팸의 승배와 썸을 타기 시작하면서 안삼팸과 많은 컨텐츠를 하고 있다.
- 강제희: 강제희는 핫도그 TV의 멤버이다. 또한 핫도그 미디어 소속으로서 매일제히 채널을 개인적으로 따로 운영하고 있다. 강제희는 1993년 4월 5일생으로 올해 32살이다. 광남고등학교를 졸업하여 박현서와는 11년지기 친구이다. 고등학교를 졸업한 뒤 서일대학교 연극영화학을 졸업하였다.람쥐렁이빨대나무지개미어카센타조랑말그녀의 채널인 매일 제희는[3] 2019년 9월 7일을 시작으로 지속적으로 연애, 다이어트 , 술 , 브이로그 등 다양한 콘텐츠들을 업로드하고 있다. 최근 그녀는 공개연애 중인 정재열과 결혼 날짜를 발표하면서 한번 더 큰 주목을 받았다.
- 김희연;김희연은 핫도그 미디어 pd이자 그리에이터 계약을 해서 pd와 영상에도 나오고 있는중이다 또한 현재 동료 이재승과 연인관계로 발전하여 교제중에 있다
- 송대익 예보링:혼자서 하다가 핫도그 미디어 권기준사장의 권유로 합류하게 되었다
- 김우순:퇴사하여 혼자 유튜버하다가 송대익과 예보링처럼 핫도그 미디어에 재합류하였다

## 핫도그 TV의 Pd
- 김우순 PD : 김우순 PD는 핫도그 TV가 생겨난 초창기 때부터 함께 한 PD이다. PD로만 활동하지 않고 핫도그 TV멤버로서도 활동을 해왔다. 그는 박현서에게 박구긴사람 등 여러 별명들을 만들었으며 그의 순발력을 통해서 여러 가지 많은 인기용어[4]들을 만들어 내어 큰 인기를 얻었으나, 과거에 퇴사를 했지만 현재 다시 복귀한 상태이다
- 재승 PD: 재승PD는 핫도그 TV의 PD이며 김우순 PD의 후임이다. 현재는 얼굴을 공개하고 희연PD와 공개연애를 하고 있다.[5]
- 희용 PD: 희용PD는 핫도그 TV의 PD이며 김우순 PD의 후임이다. 현재  마스크를 쓴 채로 눈만 출연하고 있다.[6]
- 희연 PD: 김희연PD는 핫도그 TV에 들어온지 얼마 안 된 PD이다. 그녀는 재승PD와 공개연애를 시작했고 생각없이 사는 연이라는 개인 채널을 운영 중이다..[7]

## 핫도그tv의 주요 콘텐츠들
- 팩트체크 : 팩트 체크는 약 4년전 첫 업로드를 시작으로 핫도그 TV를 알릴 수 있게 된 계기이다. 권기동과 정재열이 주로 출연하였다.
- 기동이의 팩트폭행: 기동이의 팩트폭행은 주로 권기동이 출연하였다.  촬영에 대한 준비 없이 pd가 일상 속에서 갑작스레 질문을 하면, 권기동이 이에 답을 하는 것이다.
- 각자먹방: 각자먹방은 권기동과 정재열이 출연하였다. 이 콘텐츠는 극과 극의 음식을 함께 먹는 것을 보여주며 각자 리뷰를 해보는 형태의 콘텐츠이다.
- 핫도그 시트콤: 핫도그 시트콤은 주로 권기동,정재열,박현서,강제희가 출연하였다. 역대 핫도그 TV의 콘텐츠들중 가장 높은 조회수를 기록하고 있다. 그러나 코로나가 생기고 거리두기가 생기면서 진행이 불가피해졌고, 또한 뒷광고 논란이 터지면서 핫도그 시트콤은 잠시 중단된다. 2021년도 4월에 다시 복귀를 하게 되면서 시트콤은 다시 진행되었는데 시골 시트콤을 시작으로 핫도그 시트콤은 시즌 6까지 진행되었다.
- 핫도그 시골 시트콤: 핫도그 TV의 뒷광고 논란 이후, 속세에서 벗어나 시골에서 멤버들 다함께 살아나가는 콘텐츠이다. 말 그대로 속세에서 벗어나자는 취지에 맞기 위해서 인스턴트 음식, 핸드폰등 첫 화에서 모두 압수당하는 모습이 연출된다. 그들은 과거의 삶을 돌아보는 시간도 가지게 된다. 함께 가마솥 음식을 해먹고, 같은 방에서 다 같이 잠에 들며, 중간중간 여러 게임들을 진행하는 모습들이 사람들에게 색다르게 다가가며 인기를 끌게 되었고 핫도그 TV를 위기에서 벗어나게 해준 콘텐츠이다.
- 사장놈: 핫도그 tv의 사장인 권기동의 삶을 보여주는 브이로그 형태의 영상이다. 핫도그 tv의 팬들은 권기동의 사장님의 면모를 볼 수 있어 많은 인기를 끌고 있는 콘텐츠이다.
- 현재는 채널주인 부재중, 채널주인 여깄음으로 이름을 바꾸었다.